# Pepperell (hrabstwo Middlesex)
Pepperell – jednostka osadnicza w Stanach Zjednoczonych, w stanie Massachusetts, w hrabstwie Middlesex.